# 183P/Korlević-Jurić
183P/Korlević-Jurić, komet Jupiterove obitelji